# Війська берегової оборони України
Війська берегової оборони — рід військ військово-морських сил, призначений для захисту пунктів базування сил ВМС, портів, важливих ділянок морського узбережжя, островів, проток і вузькостей від нападу кораблів і морських десантів супротивника.
Основу їх озброєння складають берегові ракетні комплекси і артилерія, зенітні ракетні комплекси, мінна і торпедна зброя, а також спеціальні кораблі берегової оборони (охорона водного району), берегова артилерія.
В організаційному відношенні війська берегової оборони розподілялися по окремих структурах, до складу яких входять окремі батареї та дивізіони берегової артилерії, сектора і укріплені райони (приморські, острівні), підлеглі командирам ВМБ або безпосередньо командувачам флотів. Безпосередньо військами берегової оборони, зазвичай, керує начальник берегової оборони флоту.

## Історія
Командування військ берегової оборони було сформоване на базі командування 32-го армійського корпусу 30 липня 2003 року. Командування було розформоване 30 грудня 2004 року й скорочене до управління в складі командування ВМС.
У результаті російської агресії 2014 року Україна втратила усі пункти базування та озброєння військ берегової оборони, але згодом Росія погодилась повернути частину захопленого озброєння. Більша частина особового складу перейшла на сторону агресора, або звільнилася зі збройних сил, а 450 військовослужбовців, які залишилися вірними українській присязі, були виведені з Криму на материк.

## Структура
Склад військ берегової оборони до російського вторгнення в Крим.
- 36-та окрема механізована бригада берегової оборони
  - гірський піхотний батальйон
  - 84-й окремий механізований батальйон берегової оборони (Навчальний центр № 165 в с. Перевальне на трасі Сімферополь — Алушта)
  -  1-й окремий батальйон морської піхоти в/ч А2272, Феодосія
  - 501-й окремий батальйон морської піхоти в/ч А0669, Керч
  - бригадна артилерійська група
- 6-та окрема берегова ракетна бригада (м. Севастополь, с. Резервне, в/ч А1814)[1][2][3]
  -  25-й окремий (мобільний) береговий ракетний дивізіон (м.Севастополь, м. Фіолент, с.Буря, в/ч А2291) (основне озброєння відсутнє);
  -  85-й окремий (стаціонарний) береговий ракетний дивізіон (раніше м. Севастополь, с. Гончарне, в/ч А2290) (розформований, фактично перейшов під контроль РФ).

Загалом в Криму було втрачено два батальйони БМП і стільки ж БТР (були готові до використання, БТР вимагали ремонту на 15-20%). Також там перебували сім дивізіонів артилерії та чотири мінометні батареї (в справному стані).